# Pinewood Estates (Teksas)
Pinewood Estates je naseljeno mjesto za statističke potrebe u američkoj saveznoj državi Teksas. Prema popisu stanovništva iz 2010. u njemu je živjelo 1.678 stanovnika.